# Cystobranchus respirans
Cystobranchus respirans — вид п'явок роду Cystobranchus з підродини Piscicolinae родини Риб'ячі п'явки.

## Опис
Загальна довжина досягає 4 см, завширшки 1 см. Має 2 пари очей. Задня присоска доволі велика. Передня невеличка. тулуб кремезний.
Забарвлення сірувато-жовтого кольору, вкрите дрібними коричневими пігментними плямами.

## Спосіб життя
Зустрічається у швидких річках, струмках, інших проточних водоймах, а також інколи в озерах, куди впадають річки або великі струмки. Часто трапляється у гірських районах. Живиться кров'я риб, переважно представників форелі, харіуса, звичайної марени, а також великих коропових. Є інвазійним видом, що швидко пристосовується до нових умов та розширює свій ареал. Може часто пересуватися з виловленою рибою.
Відкладає декілька коконів, про які не піклується.

## Розповсюдження
Поширена від Франції до Росії та України, а також на півночі Балканського півострова.